# Дарко Тушевљаковић
Дарко Тушевљаковић (Зеница, 1978) српски је књижевник.

## Биографија
Аутор је осам књига. Најпознатији је по роману Јаз из 2016. који је 2017. освојио Награду Европске уније за књижевност. Такође је ушао у ужи избор за НИН-ову награду.
Свој пети роман, Кароту, објавио је 2025. године.
Добитник је Андрићеве награде за 2023. годину
Тушевљаковић живи у Београду.

## Дела
- Карота, роман (Лагуна, 2025)
- Хангар за снове, збирка прича ( Градска библиотека „Карло Бијелицки” Сомбор)
- Узвишеност, роман (Лагуна, 2021)[4]
- Јегермајстер, роман (Архипелаг, 2019)[4]
- Накнадне истине, збирка прича (Архипелаг, 2017)[4]
- Јаз, роман (Архипелаг, 2016)[4]
- Људске вибрације, девет прича (Чаробна књига, 2013)[4]
- Сенка наше жеље, роман (Чаробна књига, 2010)[4]